# Siemion Szyrkow
Siemion Jermołajewicz Szyrkow, ros. Семен Ермолаевич Ширков (zm. po 1795) – generał lejtnant wojsk rosyjskich, namiestnik namiestnictwa kijowskiego w latach 1782–1795. Wziął udział w walkach z konfederatami barskimi.
W 1775 roku Sejm Rozbiorowy 1773-1775 nadał mu polski indygenat. W 1776 odznaczony Orderem Orła Białego, w 1772 został kawalerem Orderu Świętego Stanisława.